# Ptilodactyla amamioshimana
Ptilodactyla amamioshimana là một loài bọ cánh cứng trong họ Ptilodactylidae. Loài này được Nakane miêu tả khoa học năm 1963.